# Тфилин

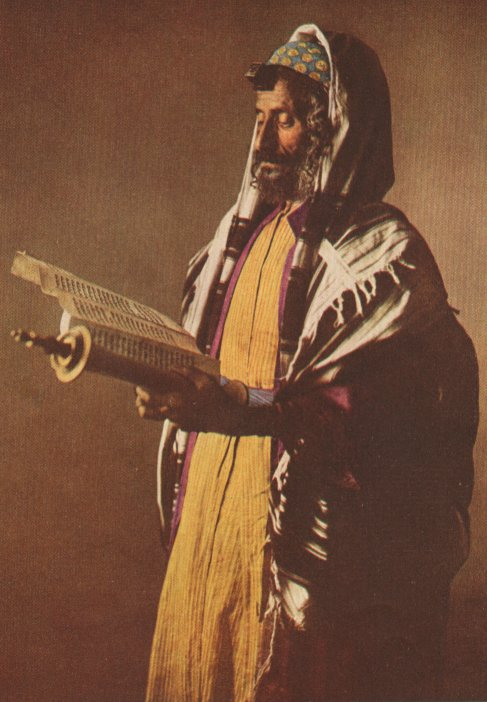
Йеменский еврей. 1914 год. На лбу виден тфилин

Тфили́н (от мн. ч. иуд.-арам. תפילין; ед. ч. др.-евр. תְּפִלָּה‬, тфила — «молитва»), также филакте́рии (от мн. ч. др.-греч. φυλακτήρια — «хранилища») — элемент молитвенного облачения иудея, пара коробочек (бати́м — «дома́») из выкрашенной чёрной краской кожи кошерных животных (бычьей, козьей), содержащие написанные на пергаменте отрывки (паршийо́т) из Торы и повязываемые на лоб и руку.
Заповеди о тфилин — это две отдельные из 613 заповедей Торы — головная тфила (это одна заповедь, согласно Торе, Исх. 13), ручная тфила (другая заповедь).
Отсутствие одной тфилы (ручной либо головной) не препятствует повязыванию другой тфилы.
При помощи чёрного кожаного ремня, продетого через основание (маабарта), ручную тфилу укрепляют на плече левой (левши — правой) руки напротив сердца, немного повернув к телу, а головную тфилу укрепляют на лбу, на линии волос, между глаз.

## Этимология
Слово тфилин отсутствует в Торе, в которой использованы слова зикарон и тотафот (Втор. 6:8, комментарий Раши) для головной тфилы, и слово от для ручной тфилы. Слово тфилин встречается в иудео-арамейском тексте Талмуда. Однако в Танахе (Пс. 4:2) употребляется слово тфила в значении «молитва»:

Когда я взываю, услышь меня, Боже правды моей! В тесноте Ты давал мне простор. Помилуй меня и услышь молитву (тфила) мою.
— Пс. 4:2

## Заповедь
Текстами тфилин являются 4 отрывка из Торы:

И объяви в день тот сыну твоему, говоря: это ради того, что Господь [Бог] сделал со мною, когда я вышел из Египта. И да будет тебе это знаком на руке твоей и памятником пред глазами твоими, дабы закон Господень был в устах твоих, ибо рукою крепкою вывел тебя Господь [Бог] из Египта.
— Исх. 13:8—9

И когда после спросит тебя сын твой, говоря: что это? то скажи ему: рукою крепкою вывел нас Господь из Египта, из дома рабства; ибо когда фараон упорствовал отпустить нас, Господь умертвил всех первенцев в земле Египетской, от первенца человеческого до первенца из скота, – посему я приношу в жертву Господу всё, разверзающее ложесна, мужеского пола, а всякого первенца из сынов моих выкупа́ю; и да будет это знаком на руке твоей и вместо повязки над глазами твоими, ибо рукою крепкою Господь вывел нас из Египта.
— Исх. 13:14—16

И да будут слова сии, которые Я заповедую тебе сегодня, в сердце твоем [и в душе твоей]; и внушай их детям твоим и говори о них, сидя в доме твоем и идя дорогою, и ложась и вставая; и навяжи их в знак на руку твою, и да будут они повязкою над глазами твоими.
— Втор. 6:6—8

Итак положите сии слова Мои в сердце ваше и в душу вашу, и навяжите их в знак на руку свою, и да будут они повязкою над глазами вашими;
и учите им сыновей своих, говоря о них, когда ты сидишь в доме твоем, и когда идешь дорогою, и когда ложишься, и когда встаешь.
— Втор. 11:18—19
Этот же текст включён в Шма. Святость тфилин уступает лишь святости свитка Торы.

## Устройство
В Танахе не разъясняется о конструкции тфилин. Талмуд же содержит подробное описание их.
Тфилин (коробочки, жилы для сшивания половин тфилин, ремни, отрывки из Торы, находящиеся внутри) делают из кожи кошерных животных. Коробочки имеют квадратную форму в трёх местах: баит (часть, где, собственно, находятся свитки), титура — нижняя часть, где коробка расширяется, и шов, сделанный жилами кошерных животных вокруг баит. Тфилин покрашены в чёрный цвет. Соотношение высоты баит к ширине не имеет значения. Что касается размеров, то согласно мнению гаонов, тфилин должны быть «в два пальца» (4 см), однако галаха не принимает это требование в качестве обязательного. Тем не менее, хасиды стараются исполнить это предписание. В коробках находятся 4 отрывка из Торы, в которых приводятся требования к евреям надевать тфилин.

## Варианты

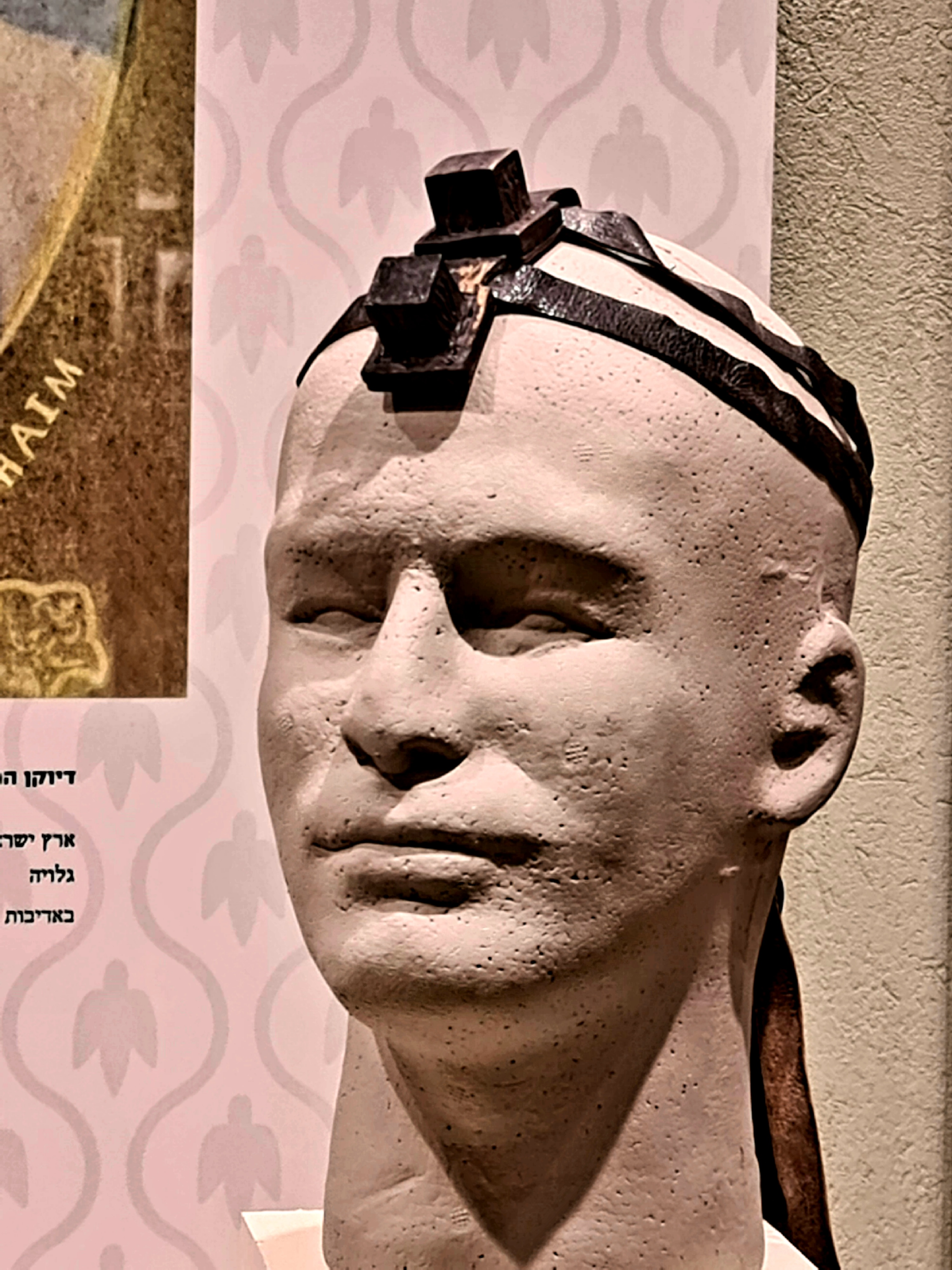
Головная тфила Раши и ниже — рабену Там

Варианты тфилин различаются по порядку вложения в них отрывков Торы, и называются по имени мудреца, который считает правильным такой порядок:
- Раши — основной тип (принятый большинством в настоящее время), в котором отрывки располагаются по порядку упоминания в Торе. Правильным галаха считает именно этот вариант, поэтому все евреи пользуются им. Однако, те, кто желает выполнить заповедь по всем мнениям мудрецов, повязывают также тфилин рабейну Тама
- Рабейну Там — другое мнение, согласно которому два последних отрывка меняют очерёдность

Существуют ещё два типа, которые считаются особо святыми и ими пользуются очень немногие люди:
- Шимуша раба
- Раавад[англ.]*

Эти два типа относятся только к головной тфиле. В качестве ручной тфилы используются, соответственно, Раши и рабейну Там. Порядок расположения в них такой же, только слева направо, а не справа налево.
Многие сефарды также накладывают тфилин Шимуша раба, однако это не те тфилин, которые принято называть Шимуша раба у ашкеназов. Их отличает только размер коробки «в 2 пальца» (4 см), что также соответствует мнению Шимуша раба. Дело в том, что у сефардов существует обычай повязывать Раши и рабейну Там одновременно, для чего используются малые тфилин в 4 см (а не только баит), поэтому, чтобы исполнить заповедь в соответствии со всеми мнениями, во время минхи они повязывают ещё одну пару с размером баит в 4 см. Таким образом, тфилин Раши, которым пользуются хасиды Хабада, и тфилин Шимуша раба, которым пользуются сефарды, это фактически одно и то же.
Ашкеназы разрешают надевать сефардские тфилин. Сефарды запрещают надевать ашкеназские тфилин.

## Повязывание

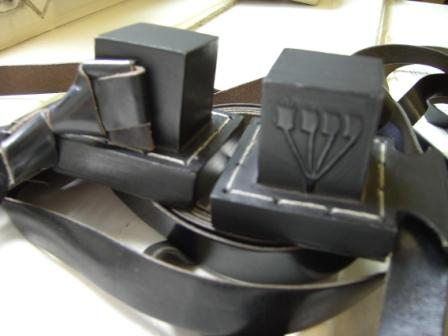
Слева — тфила для руки с узлом в виде буквы йуд, плотно прижатым к баиту.
Справа — тфила для головы с буквой шин

В Танахе не уточняется, как повязать тфилин, или на какой участок тела их разместить, или в какое время их носить и как долго. Порядок повязывания тфилин соответствует их упоминанию в Торе — сначала на руку, затем на голову.
Тфилин повязывают евреи во время шахарит во все дни, кроме шаббата и праздничных дней. Девятого ава тфилин повязывают во время минхи. В некоторых общинах при обрезании сына, отец ребёнка также повязывает тфилин. Некоторые раввины ходят с тфилин весь день, пока изучают Тору или заседают в суде, однако на сегодняшний день этот обычай почти не встречается.
Существуют несколько обычаев относительно деталей повязывания тфилин, однако, сегодня для большинства евреев общий порядок следующий: ручную тфилу надевают на плечо руки, и при помощи ремня закрепляют на руке, при этом ремень оборачивают 7 раз вокруг предплечья. После этого повязывают головную тфилу на лоб на месте роста волос. Затем ремнём обматывают средний палец руки трижды. Между тфилин и кожей (или волосами головы) не должно быть препятствия.
Каббалисты, следующие обычаю И. Лурии, произносят благословение на ручную тфилу (имея в виду головную тфилу также, то есть не произнося благословения на головную тфилу), сидя повязывают ручную тфилу и 7 раз обвязывают предплечье, затем, стоя надевают головную тфилу, после обматывают ремнём палец трижды. Это общепринятый обычай сегодня.
Йеменские евреи отвергают вышеописанный поздний каббалистический способ, используемый сегодня большинством евреев. Ранее йеменские евреи, сидя повязывали ручную тфилу и обматывали ремнём предплечье, делая узел на предплечье. Сейчас йеменские евреи следуют галахе Шулхан аруха и повязывают ручную тфилу вплоть до среднего пальца сразу, и после повязывают головную тфилу, объясняя это так, что тфилин — это две отдельные заповеди Торы, головная тфила — это одна заповедь, ручная тфила — это другая заповедь, отсутствие одной тфилы не препятствует повязыванию другой.
Литовские евреи надевают и снимают тфилин стоя, произносят благословение и надевают ручную тфилу. Произносят благословение и надевают головную тфилу. После оборачивают ремнём 7 раз вокруг предплечья, 3 раза вокруг ладони, 3 раза вокруг пальца, всего 13 раз. После для пересчёта витков на предплечье произносят цитату Втор. 4:4, состоящую из семи слов.
Евреи-йекке, стоя повязывают ручную тфилу узлом на плече, произносят благословение, и сразу надевают головную тфилу, произносят благословение, затем ремнём обматывают предплечье 7 раз, считая при этом семью словами Пс. 144:16. Ранее йекке не обвязывали ремнём средний палец трижды, но сегодня делают так.
Религиозные сионисты (раввин Давид бар-Хаим со своими последователями) вечером, снимая тфилин, произносят благословение.

### Узлы

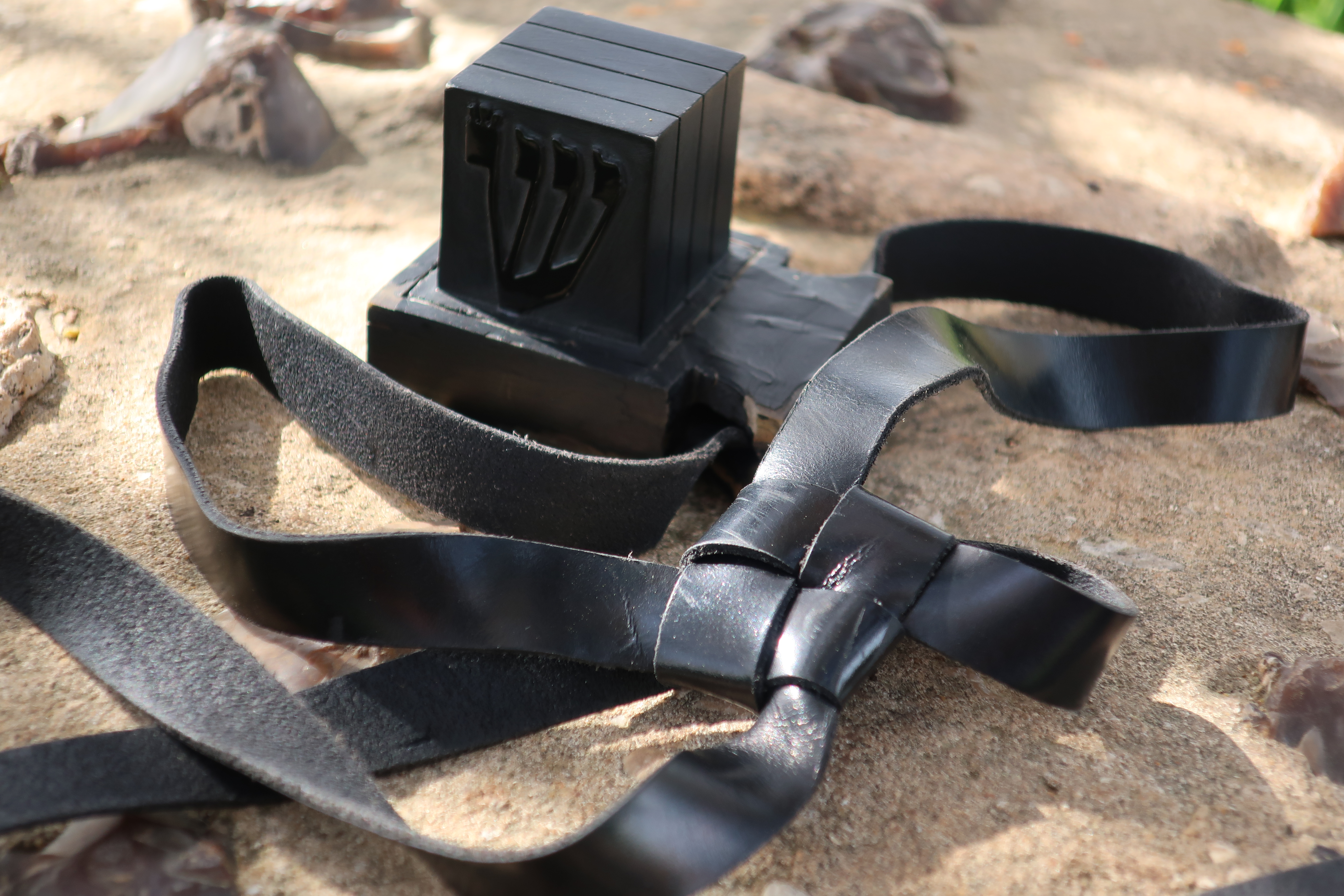
Головная тфила с узлом «двойной далет», которым завязывают йекке-евреи, йеменские евреи, марокканские евреи (ранее)

В Танахе не содержится указаний об устройстве тфилин. Нет там также указания как и чем крепить тфилу к руке. Нет указания об обматывании ремнём вокруг предплечья, кисти руки, пальцев. Нет указания о количестве обматываний ремнём вокруг руки. Нет указания как должны выглядеть узлы на головной и ручной тфилин, поэтому иудейские общины делают узлы по-разному.

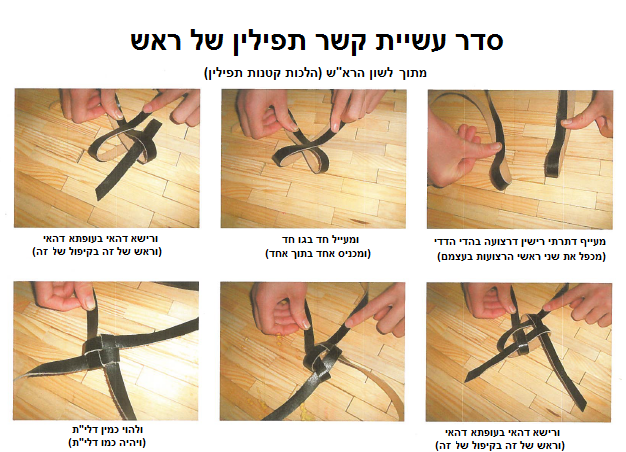
Способ завязывания узла головной тфилы (справа-налево и сверху-вниз): сделать пару петель, вставить одну петлю внутрь другой, заправить концы в петли, затянуть

Для головной тфилы йекке-евреи делают так называемый узел «двойной далет». Йеменские евреи вяжут как йекке-евреи. Ранее марокканские евреи вязали как йекке- и йеменские евреи, но сегодня как каббалисты (то есть большинство евреев) с узлом головной тфилы в виде большой далет-буквы.
Сефарды, ашкеназы, хасиды вяжут как каббалисты. Религиозные сионисты вяжут ручную тфилу так, чтобы узел прилегал к ручной тфиле плотно (в соответствии с требованиями Шулхан аруха), привязывая узел ремнём ручной же тфилы.
Хабадники вяжут узел ручной тфилы самозатягивающимся узлом так, что ручная тфила может оставаться на руке даже без обматываний.
Существует ещё один способ каббалистов вязать узел для головной тфилы, завязывая двойной узел большой далет-буквой с отверстием посередине узла, как имя «Шаддай», имеющее двойную далет, шин на головной тфиле, двойная далет-буква — на узле головной тфилы, йуд — на узле ручной тфилы.

## Духовный смысл тфилин
Надевание тфилы на руку должно влиять на сердце и руку, «чтобы подчинить все желания и действия воле Всевышнего», а действие головной тфилы  — на мозг, «чтобы подчинить мысли служению Всевышнему».

## Новый Завет
Иисус Христос, обличая фарисеев, укорял их также в том, что они делают свои филактерии большими, чем у других, с целью демонстрации своего мнимого благочестия:

Все же дела свои делают с тем, чтобы видели их люди: расширяют хранилища свои и увеличивают воскрилия одежд своих.
— Мф. 23:5

## Фотогалерея

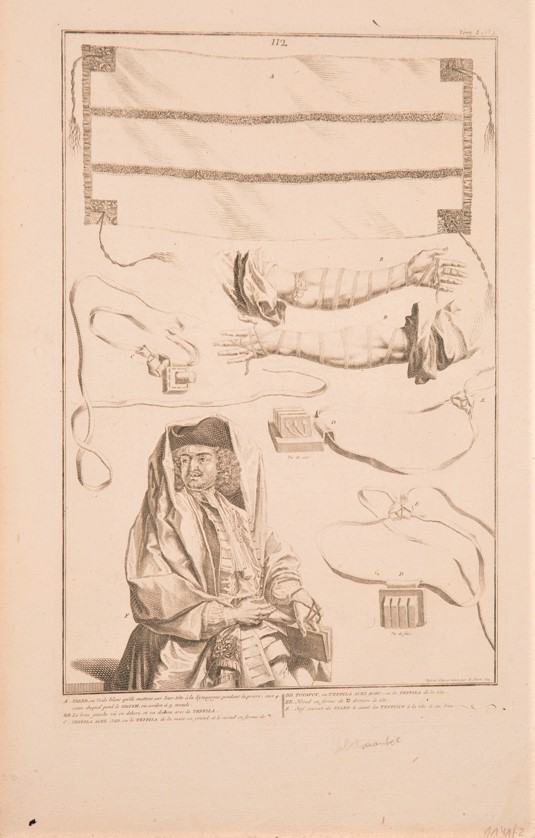
1725 год, сефардский тфилин и талит с цицит евреев Лондона
Ашкеназский тфилин на гравюре 1748 года
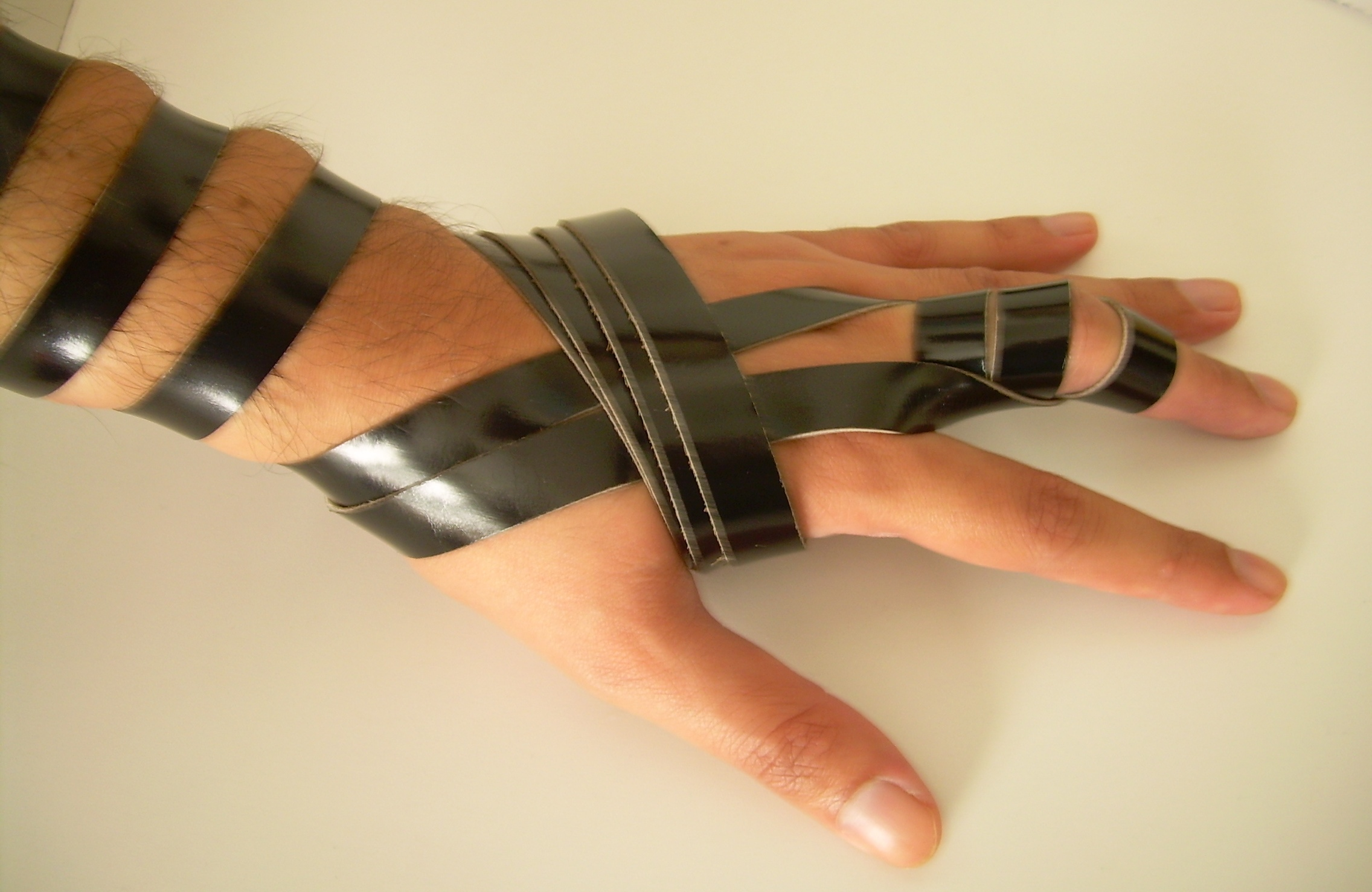
Тфилин, завязанный по-сефардски, изображая букву алеф, символизирующую Элохима
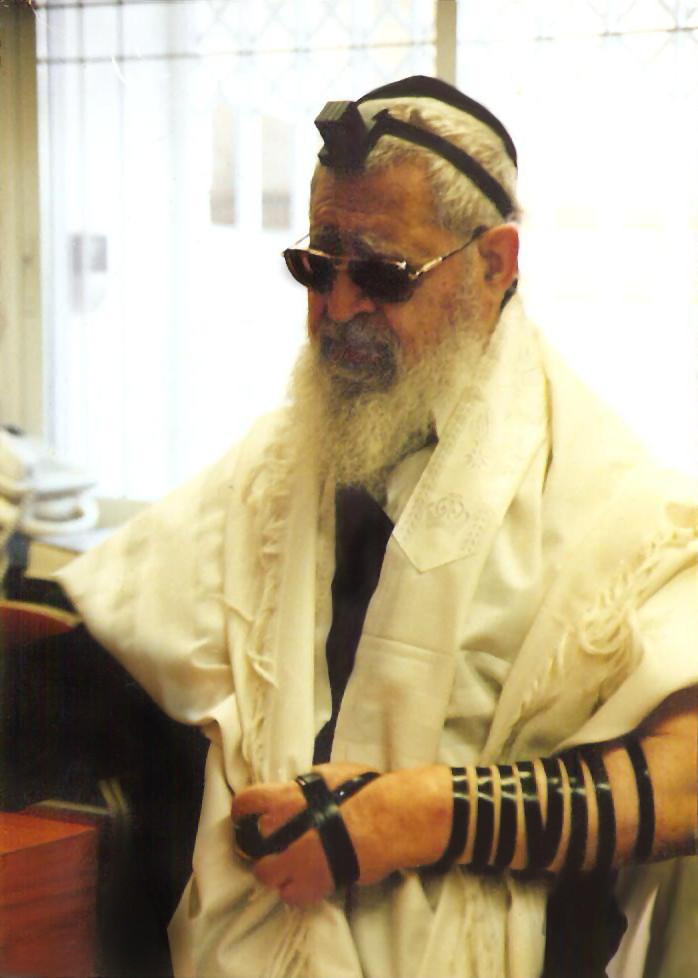
О. Йосеф с тфилин, изображающим букву тав (хасиды же избегают любого напоминания христианского креста)
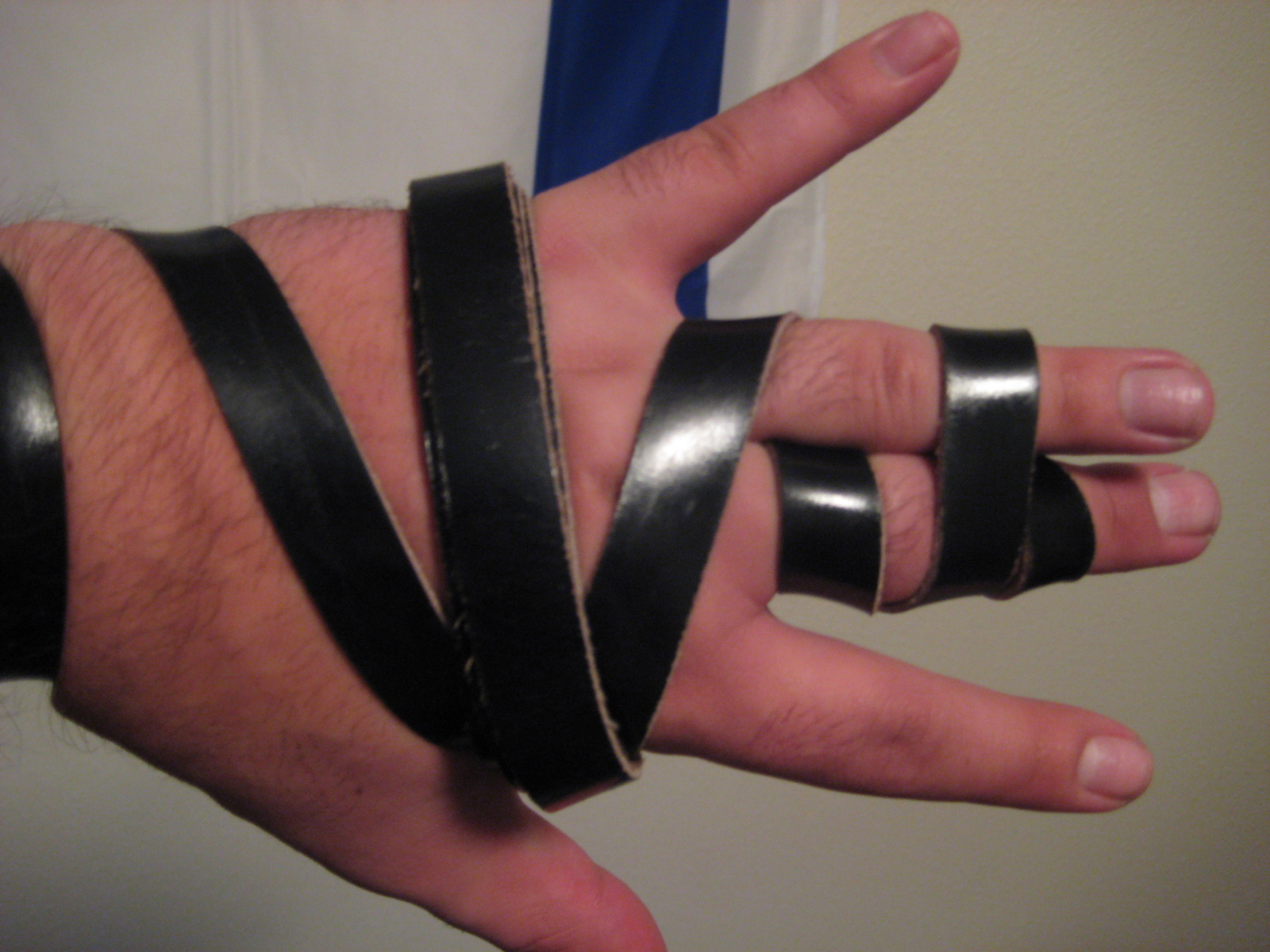
Тфилин, завязанный способом литваков, изображая букву шин, символизирующую Шаддая
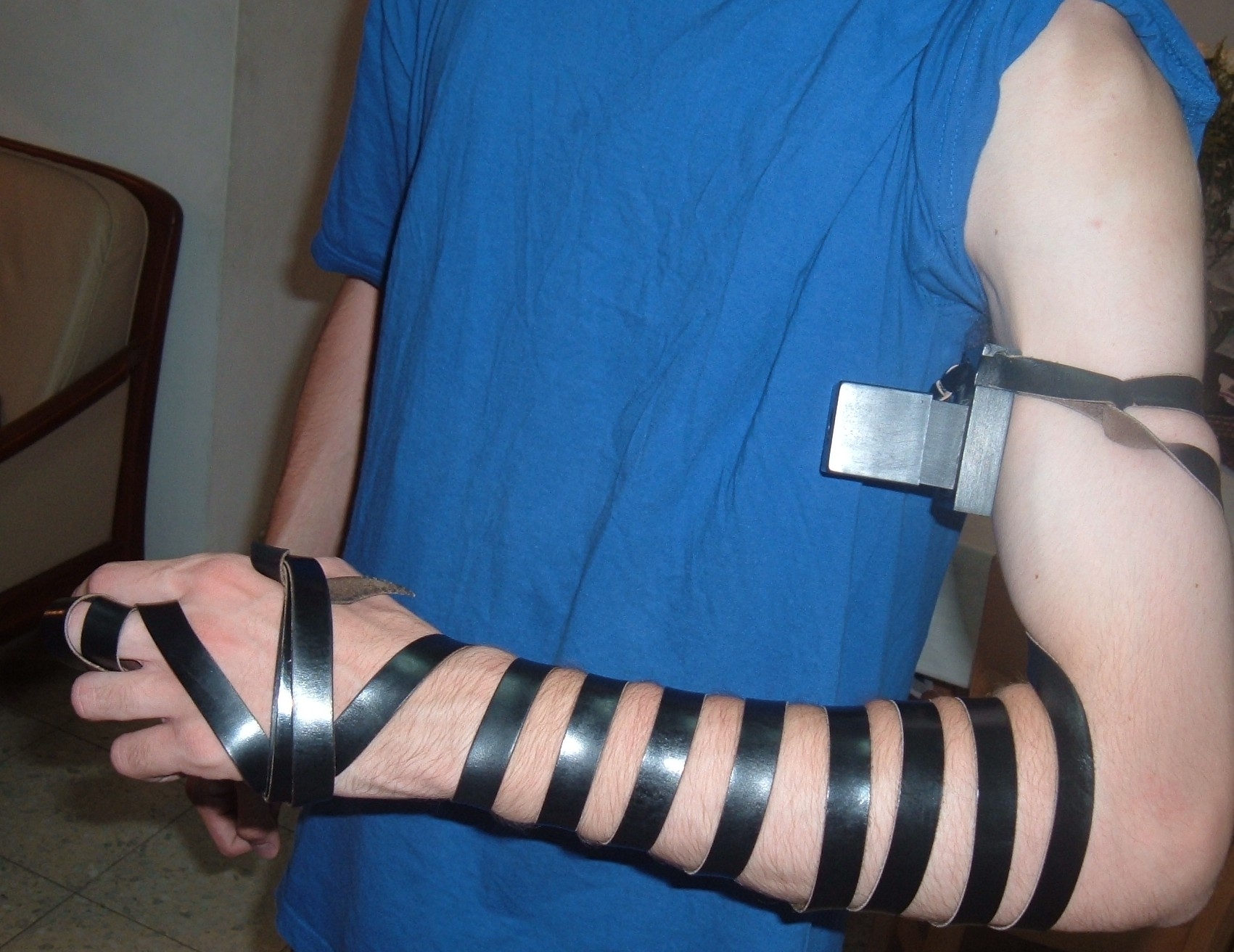
Тфилин, завязанный по-хасидски